# Емільяна Кантоне
Емільяна Кантоне (італ. Emiliana Cantone; 16 червня 1988, Італія, Неаполь) — італійська співачка.

## Життєпис
Емільяна Кантоне народилась 16 червня 1988 року в місті Неаполі, що на півдні Італії. У сім років починає співати в гурті «Gli Irresistibili». За підтримки батьків Емільяна відвідує «Music House» Е. Сарнатаро, де її навчає професорка Алессандра де К'яра. Згодом Емільяна починає брати уроки гри на акустичній гітарі у гітариста Франческо Реа, що в подальшому стане автором багатьох її пісень.
У дванадцять років Емільяна записує свій перший музичний альбом «Amori Particolari», котрий не було поширено. Невдовзі після цього Емільяна починає співпрацю з Раффаеле Палумбо і Лео Ферруччі. З останнім вона записує дуетну пісню «Basta» (2003), що входить до її студійного альбому «Basta... Un attimo», котрий вона записує в 2004 році, що робить її популярною на неаполітанських просторах. 
У 2005 році Емільяна записує свій другий «Grande», у 2006 — третій «Alla conquista del mondo», а у 2008 — четвертий студійний альбом «Sinonimi & Contrari». Разом із тим Емільяна бере участь у театралізованих міні-сценах, що зазвичай транслюють на телебаченні, де виступає разом з Альфонсіно Аббате.  А іноді виступає в різних театрах Кампанії.
У 2007 році закінчує вищу мовну школу «Matilde Serao», що в Помільяно-д'Арко.
У 2010 році Емільяна записує свій п'ятий студійний альбом «Partenopea», до якого ввійшли вісім класичних неаполітанських пісень. А пізніше, того ж року, шостий студійний альбом «...E così sia».
У 2012 році записує свій сьомий «Sono mia», а 4 березня 2014 — восьмий студійний альбом «L'Unica differenza».

## Дискографія

### Студійні альбоми
- 2003: Basta... Un attimo
- 2005: Grande
- 2006: Alla conquista del mondo
- 2008: Sinonimi & Contrari
- 2010: Partenopea
- 2010: ...E così sia
- 2012: Sono mia
- 2014: L'Unica differenza
- 2016 - Mille lune
- 2018 - Non è sempre colpa delle donne

## Відеографія
| Рік  | Пісня                                                 | Режисер       | Альбом                   |
| ---- | ----------------------------------------------------- | ------------- | ------------------------ |
| 2003 | «Basta» (разом із Лео Ферруччі) (італ.)               |               | Basta... Un attimo       |
| 2003 | «Nuie figlie è Napule» (італ.)                        |               | Basta... Un attimo       |
| 2003 | «Cuntenta è te vulè» (італ.)                          |               | Basta... Un attimo       |
| 2003 | «Chille tà lassato» (італ.)                           |               | Basta... Un attimo       |
| 2003 | «Lasciarsi andare» (італ.)                            |               | Basta... Un attimo       |
| 2004 | «Nun tè annammurà» (разом із Натале Ґаллетта) (італ.) |               |                          |
| 2005 | «Grande» (італ.)                                      |               | Grande                   |
| 2005 | «Io tu e tre» (італ.)                                 |               | Grande                   |
| 2005 | «Riete ccà» (італ.)                                   |               | Grande                   |
| 2005 | «Non ti sei innamorato» (італ.)                       |               | Grande                   |
| 2005 | «Nun te voglio perdere» (італ.)                       |               | Grande                   |
| 2006 | «Dammi un'occasione» (разом з Алессіо) (італ.)        |               |                          |
| 2006 | «Io tengo sulo a tte» (італ.)                         |               | Alla conquista del mondo |
| 2006 | «Viene miez'è scale» (італ.)                          |               | Alla conquista del mondo |
| 2006 | «Si te perdo» (італ.)                                 |               | Alla conquista del mondo |
| 2006 | «Ammore ammore ammore» (італ.)                        |               | Alla conquista del mondo |
| 2006 | «Ottimo in amore» (італ.)                             |               | Alla conquista del mondo |
| 2006 | «Introvabile amore» (італ.)                           |               | Alla conquista del mondo |
| 2008 | «Sinonimi & contrari» (італ.)                         |               | Sinonimi & Contrari      |
| 2008 | «Chesto si» (італ.)                                   |               | Sinonimi & Contrari      |
| 2008 | «Ti voglio tanto bene» (італ.)                        |               | Sinonimi & Contrari      |
| 2008 | «Nun trattenere è lacreme» (італ.)                    |               | Sinonimi & Contrari      |
| 2009 | «La nostra storia» (разом із Самуеле Тіццано) (італ.) | Ніло Шярроне  |                          |
| 2010 | «E così sia» (італ.)                                  |               | ...E così sia            |
| 2010 | «Dint' all'anema» (італ.)                             | Ніло Шярроне  | ...E così sia            |
| 2010 | «T'amo t'amo» (італ.)                                 | Марко Кантоне | ...E così sia            |
| 2010 | «Non voglio amarti ancora» (італ.)                    | Марко Кантоне | ...E così sia            |
| 2010 | «Se vuoi andare via» (італ.)                          | Марко Кантоне | ...E così sia            |
| 2012 | «Sono mia» (італ.)                                    | Марко Кантоне | Sono mia                 |
| 2012 | «Cambierò» (італ.)                                    | Марко Кантоне | Sono mia                 |
| 2012 | «Simme sempe é stessi» (італ.)                        | Марко Кантоне | Sono mia                 |
| 2014 | «É fernuta» (італ.)                                   | Марко Кантоне | L'Unica differenza       |
| 2014 | «Dov'è finito l'amore» (італ.)                        | Марко Кантоне | L'Unica differenza       |
| 2014 | «Ma comme faje» (разом із Мауро Капуто) (італ.)       | Марко Кантоне |                          |
| 2014 | «Ammore Annascunnuto» (разом із Мауро Капуто) (італ.) | Енцо де Віто  |                          |
| 2015 | «L'amore è sempre festa» (італ.)                      | Марко Кантоне |                          |